# FLAC
FLAC (eng. Free Lossless Audio Codec), zvučni datotečni sadržajni format otvorenog koda koji je negubitni i sažimajući.